# Kieran de Saighir
Pour les articles homonymes, voir Kieran.
Saint Kiéran ou Ciarán de Saighir (Ve siècle - v. 530) était évêque du diocèse d'Ossory. On lui attribue l'introduction du christianisme en Irlande où il apporta la foi chrétienne avec saint Patrick.

## Fête liturgique
Le 5 Mars.

## Signification du nom
Kiéran vient du gaélique Ciarán (noir, brun).

## Autres noms
- Ciarán s'écrit aussi : Ciaran, Kerrier, Kieran, Kiernan, Kenerin, Kyran.
- Saighir signifie la cellule de Kiéran et s'écrit aussi : Seirkeiran,  Seir Kieran, Seighar.
- Il est surnommé "le premier né des saints d'Irlande" car, contrairement à saint Patrick, il était né en Irlande.
- Il est appelé aussi Kiéran d'Ossory, Kiaran d'Ossory.

## Histoire
Né en Irlande à Corca-Laighde, fils de Laighne, noble de l'Ossory et de Liadan.
Avant sa conception, sa mère aurait eu le rêve qu'une étoile tombait dans sa bouche. Elle consulta des druides qui lui dirent qu'elle enfanterait un fils qui aurait une très haute renommée.
Après avoir reçu la foi, Kieran partit pour Rome, où il resta vingt ans et aurait été ordonné prêtre et sacré ensuite évêque.
Il devint le premier évêque de l'évêché d'Ossory dont il aurait installé le premier siège à Saighir.
Il rencontra Patrick, le futur primat d'Irlande (Patrick d'Irlande), qui lui dit: "précède-moi en Irlande, trouve un puits et bâtis un monastère. Pour cela prends ma cloche et lorsqu'elle se mettra à parler d'une voix mélodieuse, c'est que ce sera le bon endroit."
Après des années de recherches et de vie d'ermite, il trouva enfin l'endroit  près d'Uaran et bâtit le monastère de Saighir (Saïghar).
Plus tard, il fera construire l'un des premiers couvents, qui fut dirigé par sa mère Liadan.
Beaucoup de légendes parlent de Kieran de Saighir comme ayant ressuscité plusieurs personnes.
Il avait apprivoisé un loup, un blaireau et un renard. Le loup et le blaireau étaient devenus très obéissant mais le renard était resté espiègle. Il dérobait les chaussures de saint Kiéran et les cachait dans sa tanière. 
Saint Kieran de Saighir serait décédé vers 530 de cause naturelle.

## Problèmes historiques
- Saint Kiéran de Saighir (Ciarán de Saighir) serait, selon certains historiens, le saint Piran, patron de la Cornouailles.

- Kiéran aurait été le tuteur de saint Carthage l'Ancien († vers 540 et fêté aussi le 5 mars) mais certaines sources  attribuent à saint Carthage l'Ancien la succession de saint Kieran de Clonmacnoise qui est mort vers 550[2].

## Sources
- (en) Celtic Literature Collective: article de Maurice O'Conor
- (en) Ireland on line: Kieran patron de Ossory
- (en) Saint Thomas the apostle church (New York)
- (en) Catholic Community Forum: Patrons Saints Index
- (en)  Ossory: History of the Diocese

## Homonymie
L'histoire de saint Kieran de Saighir est souvent confondue avec celle de son homologue et homonyme saint Kieran de Clonmacnoise qui vécurent approximativement à la même période en Irlande.